# Breakdown (Melissa Etheridge)
Breakdown è il sesto album in studio della cantautrice statunitense Melissa Etheridge, pubblicato il 5 ottobre 1999.

## Tracce
Testi e musiche di Melissa Etheridge, eccetto dove indicato.
1. Breakdown – 3:54
2. Angels Would Fall – 4:39 (Melissa Etheridge, John Shanks)
3. Stronger Than Me – 4:08
4. Into the Dark – 4:59
5. Enough of Me – 4:39
6. Truth of the Heart – 4:31 (Melissa Etheridge, John Shanks)
7. Mama I'm Strange – 4:29
8. Scarecrow – 5:21
9. How Would I Know – 4:15
10. My Lover – 5:45
11. Sleep – 7:10

## Classifiche
| Classifica (1999) | Posizione massima |
| ----------------- | ----------------- |
| Australia         | 15                |
| Austria           | 45                |
| Germania          | 14                |
| Paesi Bassi       | 20                |
| Stati Uniti       | 12                |
| Svizzera          | 38                |